# Різдвяні пісні
Різдвяна пісня (англ. Christmas carol, фр. Chant de Noël) — пісня (керол, ноель, колядка, щедрівка тощо) або гімн на тему Різдва Христового, яка традиційно виконується перед, під час або після цього свята. Різдвяні пісні — частина різдвяної музики.

## Опис
Ці пісні вирізняються особливим змістом. Різдвяні пісні співають як діти, так і дорослі по всій Україні — це давній український звичай, характерний елемент християнської культури.
Різдвяні пісні поширені в різних країнах і різними мовами, наприклад, латинською, англійською, польською, німецькою, грузинською та іншими.

## Історія

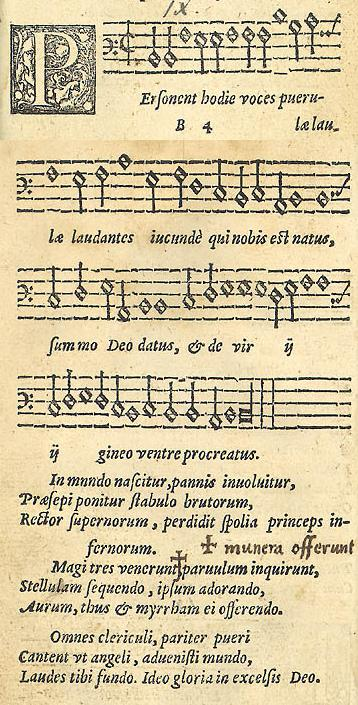
Опублікована в 1582 році різдвяна пісня латинською мовою Personent hodie

Перші відомі різдвяні гімни відносяться до IV століття в Римі. Латинські гімни, такі як Veni redemptor gentium, написаний Амвросієм Медіоланським, архієпископом Міланським, служили ствердженням богословської доктрини Втілення на противагу аріанству. У деяких церквах, як і раніше співається Corde natus ex Parentis (Народжений з серця Отця) християнського поета Пруденція (413). В середні віки різдвяні пісні виконувалися тільки на літургіях.
У IX і X століттях різдвяна пісня «Sequence» (або «Prose») введена в північноєвропейських монастирях і завдяки Бернарду Клервоському придбала форму римованих стансів. У XII столітті паризький монах Адам Сен-Вікторський став використовувати музику з популярних пісень, пишучи щось близьке до традиційної різдвяної пісні.
У XIII столітті у Франції, Німеччині та особливо в Італії під впливом Франциска Ассізького склалася традиція Новорічних та Різдвяних пісень на регіональних мовах. Різдвяні пісні англійською мовою вперше з'являються в 1426 році, коли Джон Оделей, капелан Шропширу, записав 25 «різдвяних пісень», ймовірно, виконуваних переходячи від хати до хати. Різдвяні пісні-кероли початково виконувалися після збору врожаю і на Різдво.
Багато популярних сьогодні різдвяних пісень були надруковані в пізньосередньовічному латинському збірнику Piae Cantiones 1582 року. Ранні приклади керолів латинською мовою (Resonet in laudibus, In dulci jubilo і Good King Wenceslas) зустрічаються в цьому збірнику. Гімн Adeste Fideles («Прийдіть, вірні») з'явився у відомому вигляді в середині XVIII століття, хоча слова, можливо, придумані ще в XIII столітті. Походження мелодії суперечливе.
Різдвяні пісні набули поширення після Реформації в країнах з прихильністю до протестантизму, а послідовники Мартіна Лютера (лютерани) вітали використання музики в богослужінні, оскільки він сам складав різдвяні пісні (гімни).

## Інтернет-ресурси
- Плейлист «Різдвяні пісні»
- Різдвянки (цикл) | Книгогризка
- Зоряна Живка. Дострибнути до неба (релігійні вірші для дітей: Різдвяне диво. Різдво. Різдвяні віншування. Різдвянки.)
- Різдвяне віншування, різдвяні вірші, смс-ки, вітання З РІЗДВОМ!!!
- Різдвяні колядки: «У надії Божа Мати».
- Різдвяна пісня різними мовами
- Нині радість стала (різдвянки) (аудіозапис)
- Різдвяні вірші сучасних авторів та класиків
- Дитячі різдвяні вірші сучасних авторів та класиків